# Nobuatsu Aoki

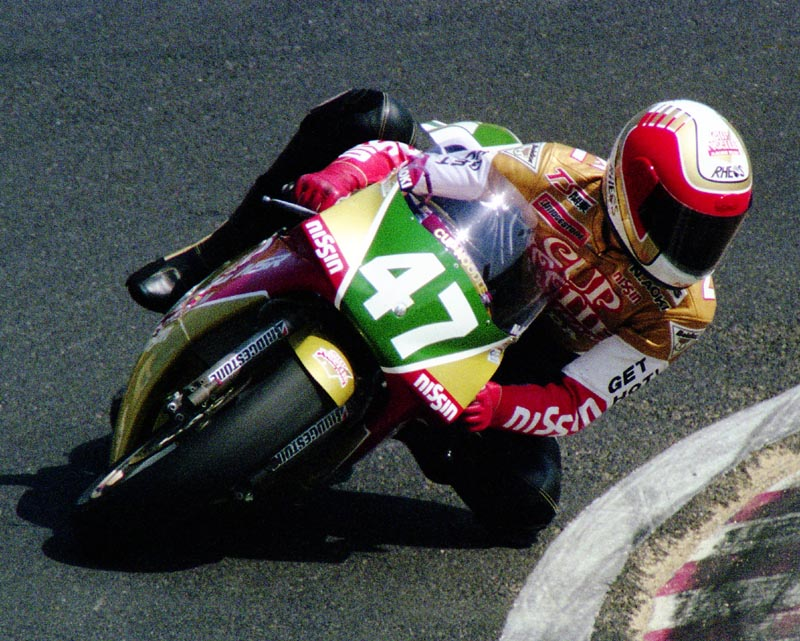
Nobuatsu Aoki 1990 auf Honda beim Großen Preis von Japan

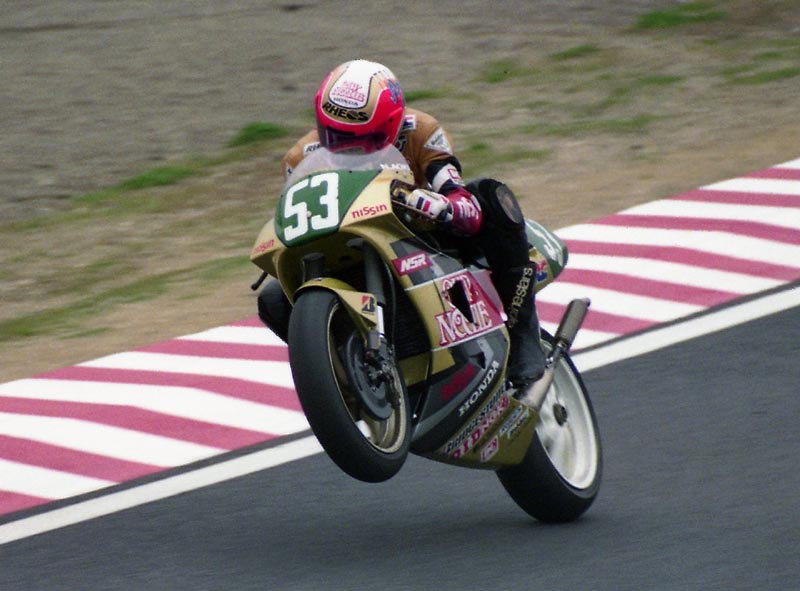
Aoki 1992 auf Honda beim Großen Preis von Japan

Nobuatsu Aoki (jap. 青木 宣篤, Aoki Nobuatsu; * 31. August 1971 in Shibukawa, Präfektur Gunma, Japan) ist ein japanischer Motorradrennfahrer und fuhr bis 2004 in der MotoGP-Klasse der Motorrad-Weltmeisterschaft.
Aoki entstammt einer Rennfahrerfamilie. Seine jüngeren Brüder Haruchika und Takuma waren ebenfalls in der WM aktiv.
Seit seinem dritten Rang in der 500-cm³-WM im Jahr 1997 stagnierte Nobuatsu Aokis Karriere. Mit der eigenwilligen Proton befand der Japaner sich in den Jahren 2003 und 2004 in der MotoGP-Klasse auf verlorenem Posten. 2005 war er Testfahrer bei Suzuki und trat bei einigen Rennen mit einer Wildcard an.

## Daten und Fakten
- Erstes Grand-Prix-Rennen: 1990 (GP Japan 250 cm³ – 8. Platz auf Honda)
- Erstes Podium: 1992 (GP Japan 250 cm³ auf Honda)
- Erster Sieg: 1993 (GP Malaysia 250 cm³ auf Honda)
- Grand-Prix-Starts: Insgesamt: 167 (250 cm³: 57, 500 cm³/MotoGP: 110)
- Grand-Prix-Siege: 1
- Podiumsplätze: 7
- Pole-Positions: 1
- Schnellste Rennrunden: 1

## Größte Erfolge
- 3. Platz WM 500 cm³ 1997